# Conocarpus erectus
Conocarpus erectus (L., 1753) è una pianta appartenente alla famiglia delle Combretaceae, diffusa nella fascia tropicale dell'America e dell'Africa occidentale.

## Descrizione

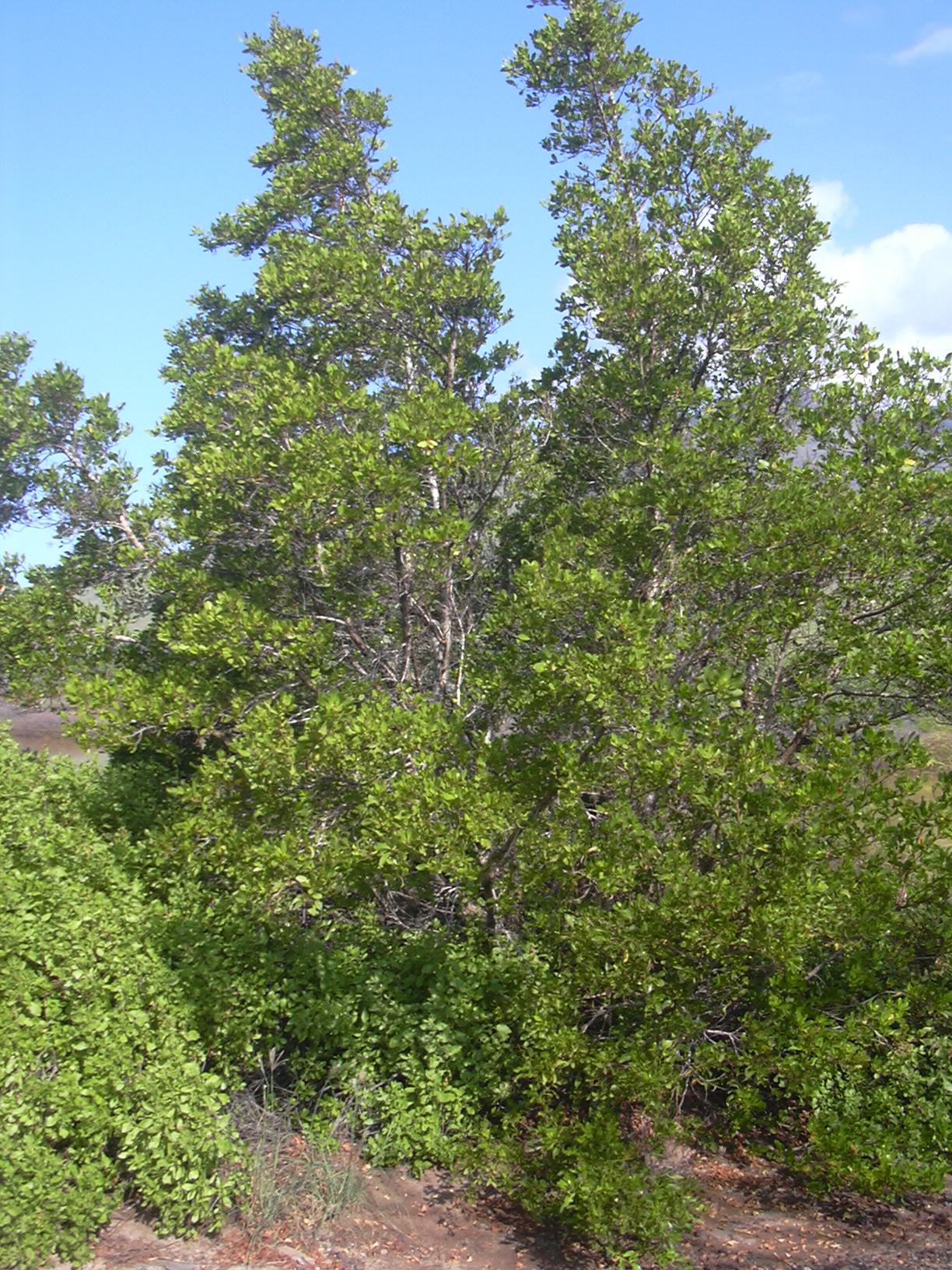

C. erectus cresce usualmente con portamento da arbusto molto ramificato, eretto o talora prostrato, alto in media 1–4 m, ma talora può assumere portamento arboreo, con altezza sino a 20 m.
L'apparato radicale è formato principalmente da radici laterali sottili e fragili, di colore marrone scuro. La corteccia è grigia o marrone, color crema negli strati più interni. I rami sono sottili, di colore giallo-verde.
Le foglie sono ellittico-lanceolate, disposte a spirale, lunghe 2–10 cm, con margine intero ed apice affusolato, sorrette da un picciolo lungo 3–9 mm. Sono di colore verde scuro brillante sulla pagina superiore, più chiare e con una pelurio setosa su quella inferiore; alla base di ogni foglia sono presenti due ghiandole preposte all'eliminazione dell'eccesso di sale.
I fiori, di colore bianco-verdastro, sono raggruppati in infiorescenze a pannocchia, con disposizione terminale o ascellare.
Il frutto è un grappolo di semi alati, di colore dal rosso al bruno; giunto a maturazione scoppia, liberando i semi nell'acqua.

## Distribuzione e habitat

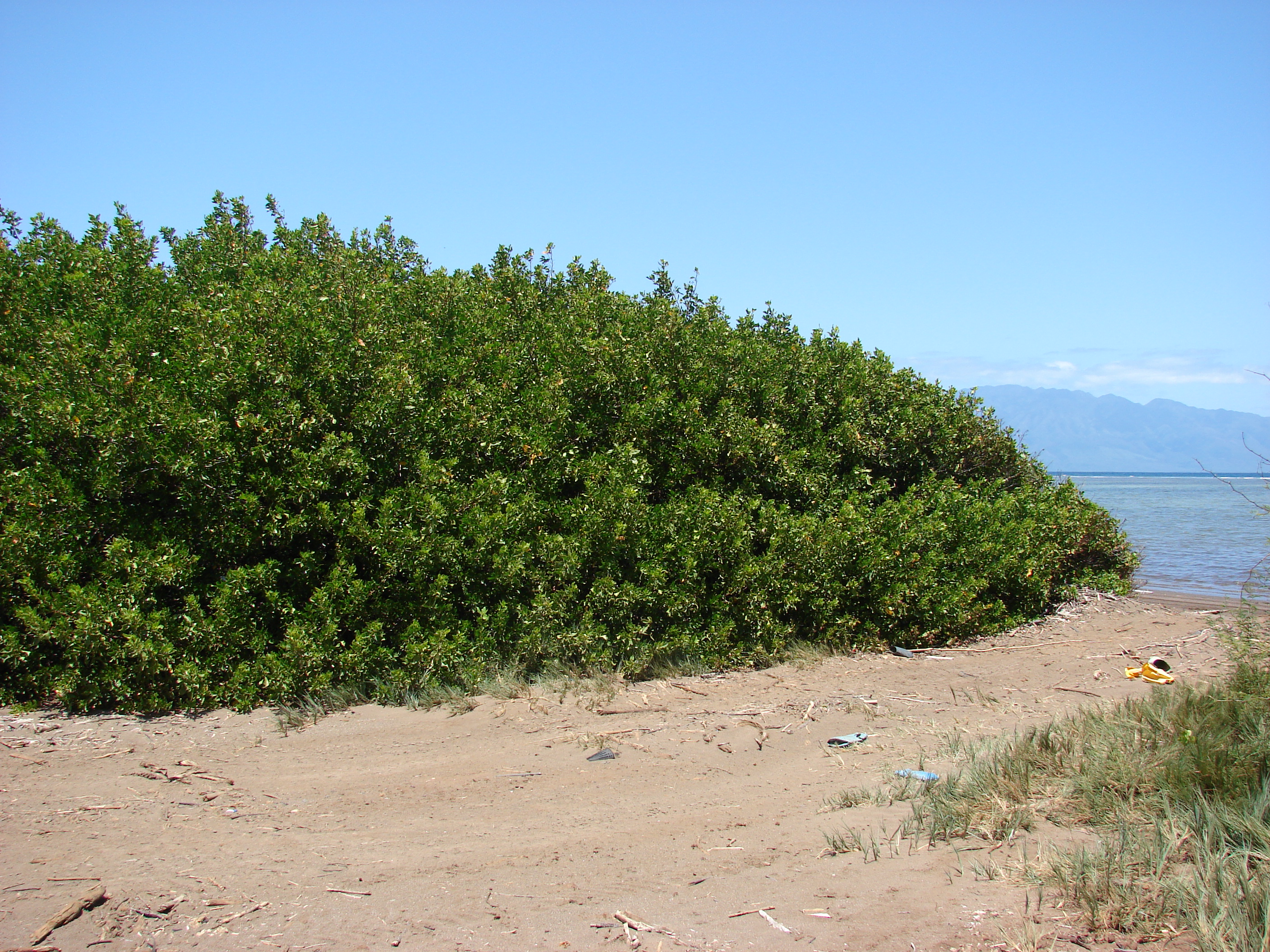

C. erectus è ampiamente diffuso nei mangrovieti della fascia tropicale del continente americano: dalla Florida e dal Messico, attraverso l'America centrale (Belize, Costa Rica, El Salvador, Guatemala, Honduras, Nicaragua Panama) e i Caraibi (Anguilla, Antigua e Barbuda, Bahamas, Cuba, Grenada, Guadalupa, Hispaniola, Giamaica, Martinica, Montserrat, Porto Rico, Grenadine, Trinidad e Tobago), sino alla parte settentrionale del Sud America (Guiana francese, Guyana, Suriname, Venezuela e Brasile), spingendosi sul versante occidentale sino alla Colombia, all'Ecuador e al Perù e alle Galápagos; è inoltre presente sul versante atlantico dell'Africa (Camerun, Zaire, Guinea-Bissau, Liberia, Nigeria, Senegal, Sierra Leone, Guinea e Angola).
Predilige le acque salmastre delle lagune di marea, sviluppandosi al di sopra della linea di alta marea, in posizione più interna rispetto ad altre specie quali Laguncularia racemosa e le altre mangrovie; meno comunemente la si può osservare nelle pianure alluvionali dei fiumi, potendosi spingere nell'entroterra sino a oltre 700 m di altitudine. Cresce preferibilmente su suoli sabbiosi o marnosi, talora anche argillosi o limosi, in pieno sole.

## Usi
- È ampiamente utilizzata, anche fuori del suo areale naturale, come pianta ornamentale[3].
- Può essere allevata per la creazione di bonsai[6]
- Il suo legno è usato per fare traversine ferroviarie, pali, per la costruzione di barche e per la produzione di carbone; è considerato molto adatto per affumicare carne e pesce.[3].
- La corteccia e le foglie sono state utilizzate in conceria.[7]
- Infusi della corteccia sono utilizzati nella medicina popolare come febbrifugo, per il trattamento di sanguinamenti delle gengive, sanguinamenti vaginali e ulcere cutanee.[8]